# Willard Metcalf
Willard Leroy Metcalf (Lowell, 1º luglio 1858 – New York City, 9 marzo 1925) è stato un pittore statunitense.
Fu un artista che dall'accademismo giunse ad abbracciare l'impressionismo, venendo poi a far parte dei Ten American Painters. Si dedicò prevalentemente ai paesaggi.

## Biografia
Willard Metcalf nacque da una famiglia di operai e trascorse l'infanzia in una fattoria del Maine. Iniziò poi la sua formazione artistica presso uno scultore in legno di Boston. In seguito il pittore paesaggista George Loring Brown divenne il suo primo maestro e con lui Metcalf passò i mesi estivi nelle Montagne Bianche del New Hampshire dove realizzò i suoi primi lavori sul paesaggio. Qualche anno dopo fu uno dei primi borsisti della Scuola del Museo di Belle arti di Boston.
Grazie al suo interesse per gli uccelli, e grazie soprattutto al suo talento, nel 1881 partecipò ad una spedizione nel sud-ovest degli Stati Uniti. In Nuovo Messico e in Arizona realizzò numerose illustrazioni per le riviste Harpers e Century, che ebbero un vivo successo.
Questi pur modesti successi permisero comunque a Metcalf di partire nel 1883 per Parigi e a iscriversi all'Académie Julian, dove seguì i corsi di Gustave Boulanger e di Jules Joseph Lefebvre. Metcalf studiò accuratamente tutte le scuole e le tendenze della pittura francese dell'800: oltre all'accademismo, che nel paesaggio si esprimeva prevalentemente nella Scuola del Barbizon, studiò a fondo l'impressionismo e le sue derivazioni. Visitò l'Inghilterra e diverse località della Francia: Grez-sur-Loing, Pont-Aven e Giverny, primo americano a recarsi in quel luogo, dove fondò, assieme a Theodore Robinson e ad alcuni amici una colonia di artisti americani molto vicini a Claude Monet.
Durante un viaggio in Tunisia e in Marocco (1887) Metcalf dipinse delle scene di strade tipiche e l'anno seguente, al Salon di Parigi, il suo quadro sul mercato arabo fu particolarmente apprezzato.
Il ritorno in patria, a Boston, avvenne nel 1888 e le sue opere, esposte al St. Botolph Club, incontrarono il favore dei critici.
Nel 1892 Metcalf si stabilì a New York. In quel periodo egli si guadagnava da vivere facendo illustrazioni, insegnando pittura privatamente e vendendo qualche ritratto: il tanto atteso successo con i suoi paesaggi venne solo nel 1896. Con il suo quadro "Il Porto di Gloucester", esposto alla mostra annuale della "Società degli artisti americani", di cui faceva parte, ottenne il prestigioso Webb's Prize.
Da quel momento Royal Corissoz, influente critico d'arte del "New York Daily Tribune", divenne un fervente ammiratore di Metcalf e a più riprese pubblicò articoli monografici su di lui.
L'anno seguente, assieme ad altri nove pittori appartenenti alla Società degli artisti, si dimise da quest'ultima per protestare contro l'eccessiva mercificazione dell'arte e fondò con gli altri il gruppo dei Ten American Painters.
Nel 1899 lavorò agli affreschi della Courthouse di New York a fianco degli amici Robert Reid e Edward Simmons, ma senza particolare soddisfazione. In quell'occasione ebbe come modella Marguerite Beaufort Hailé, che poi sposò nel 1903.
Dal 1906 il successo di pubblico che i suoi paesaggi ottenevano aumentò. I soggetti che Metcalf preferiva erano le viste del Berkshire, di Cornish, di Casco Bay, di Springfield e della penisola di Damariscotta, nel Maine.
A New York Metcalf fu Istruttore d'arte nella Woman Art School, alla Cooper Union e alla Art Students League e nel 1893 fu accolto come membro dall'American Watercolor Society.
Nel 1925, a 66 anni, un attacco di cuore ne concluse improvvisamente l'esistenza.

## Galleria d'immagini

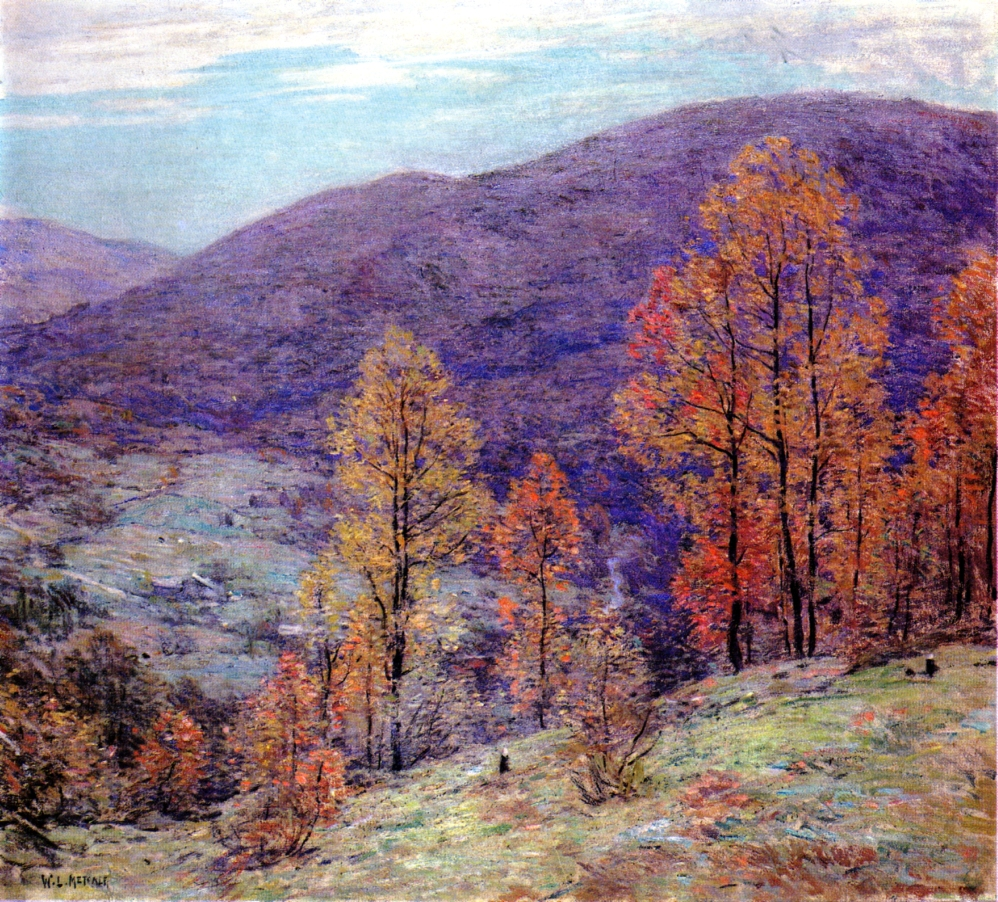
La gloria dell'autunno
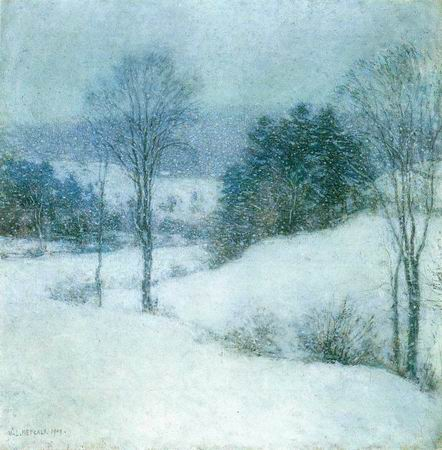
Il bianco velo
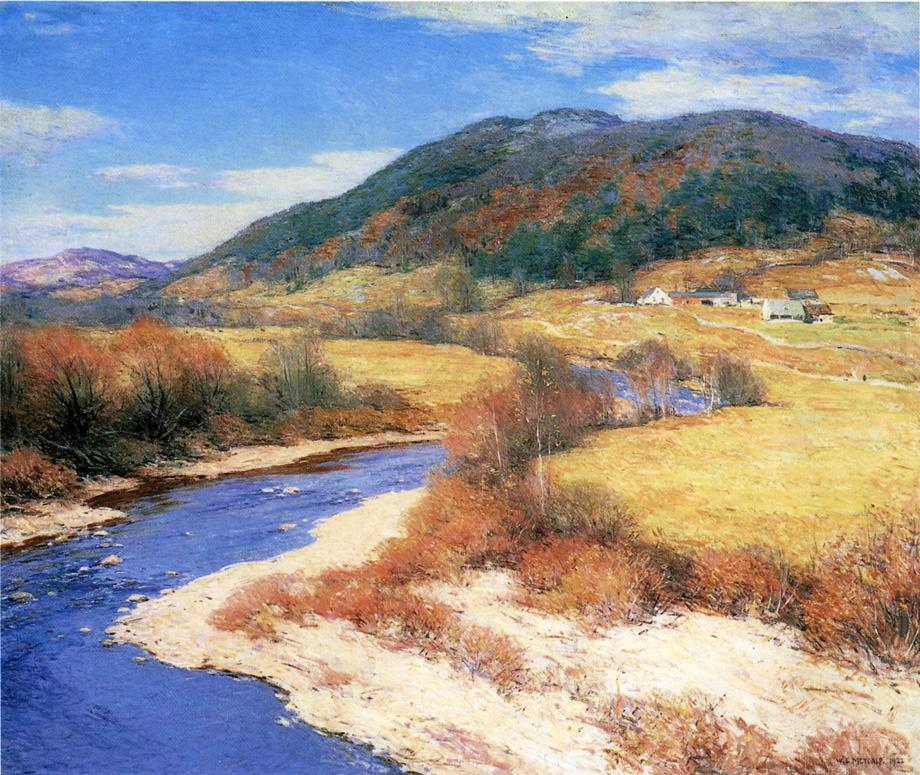
Estate indiana nel Vermont
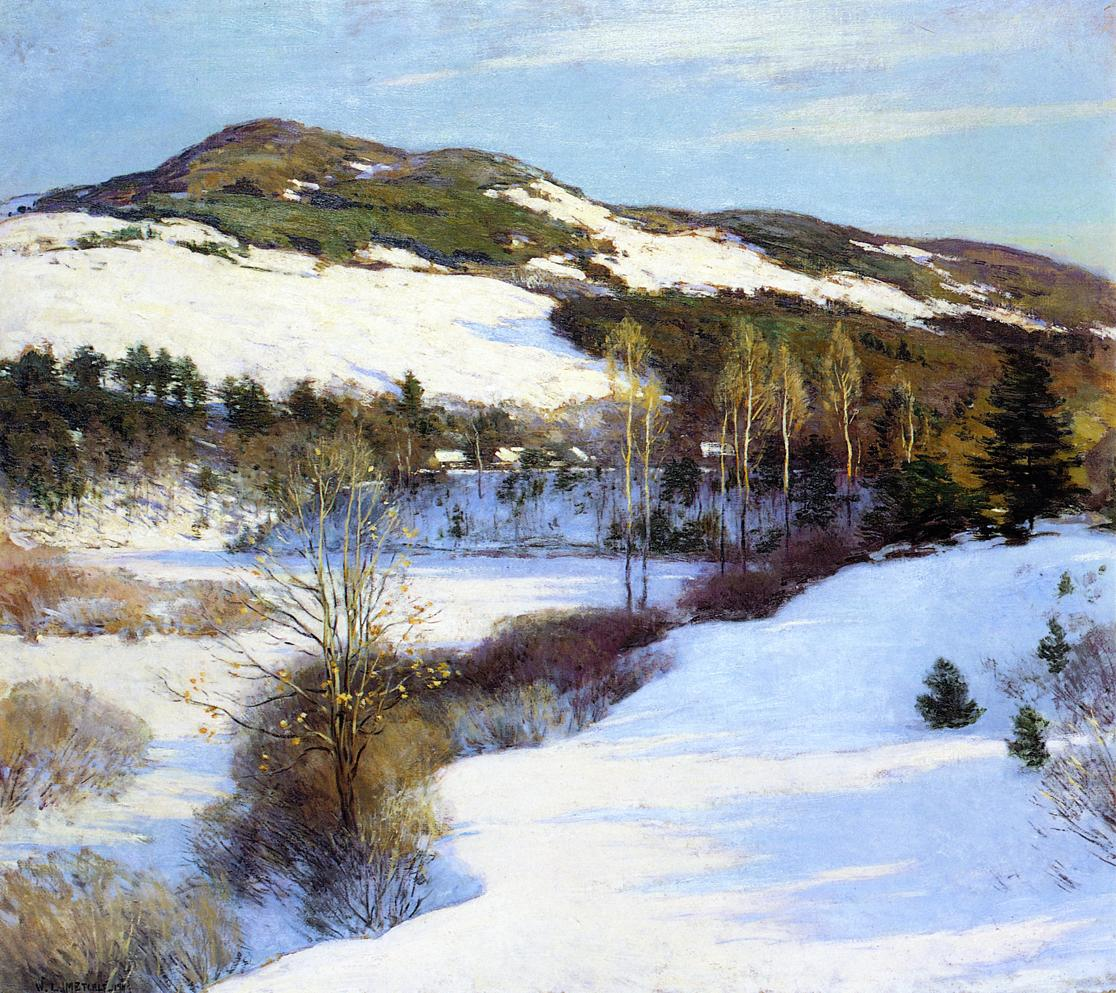
Le colline di Cornish
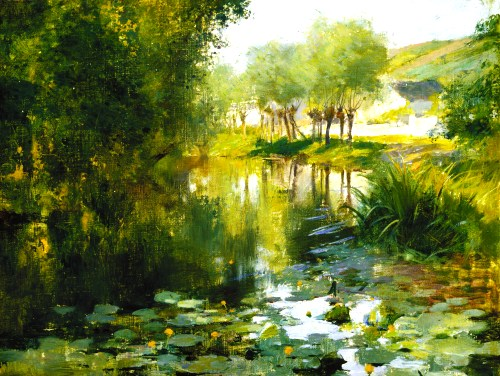
Lo stagno di LilyPond
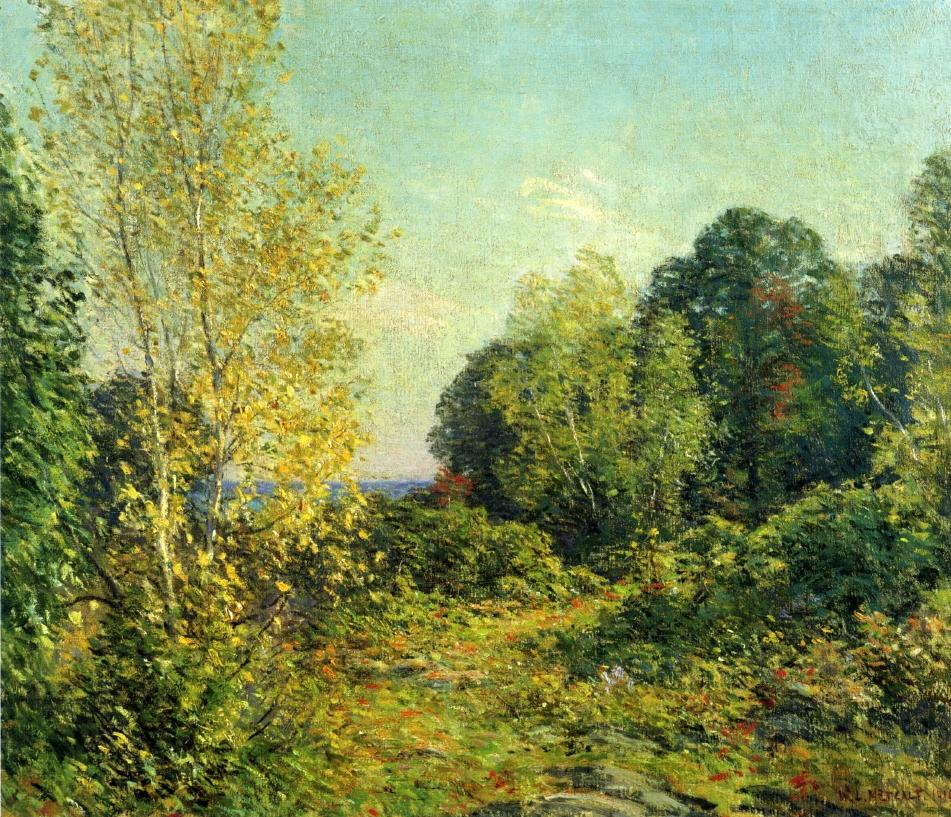
S'avvicina l'autunno
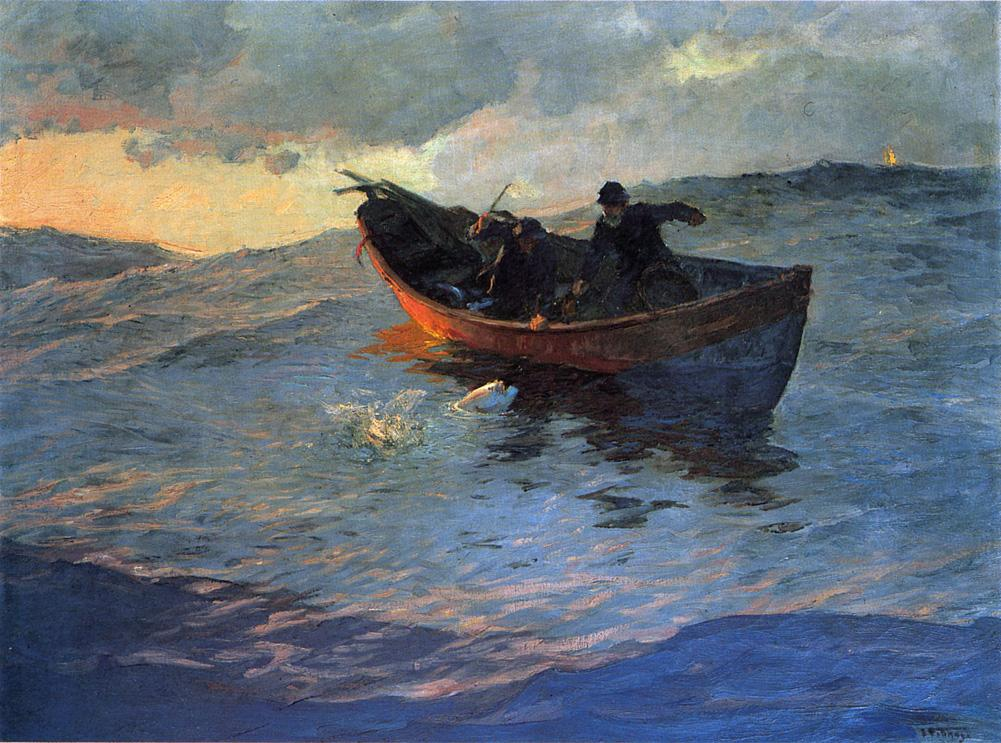
La costa del Suffolk
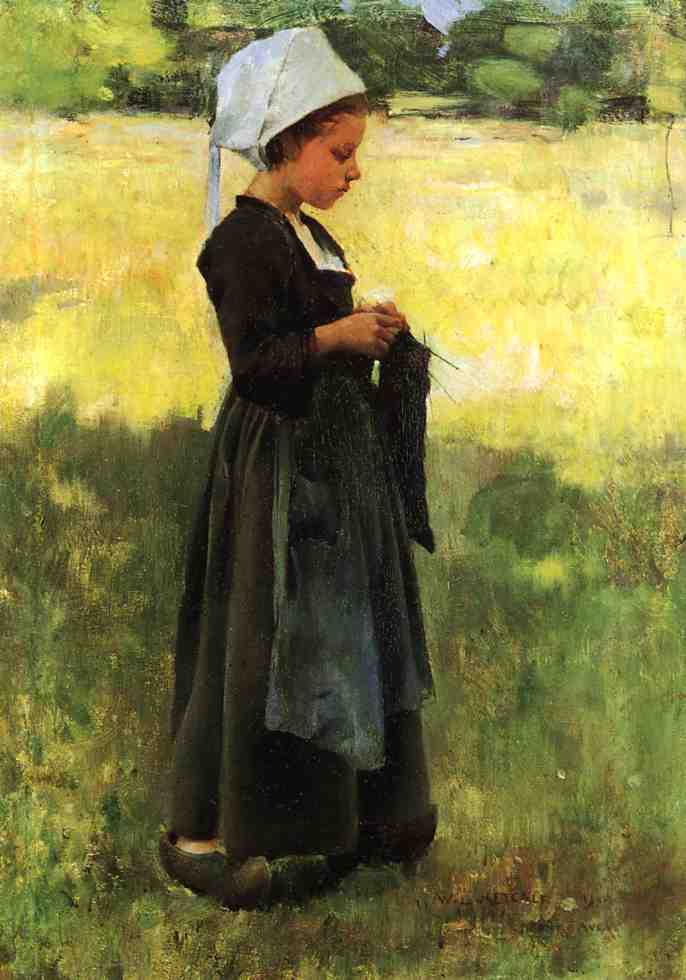
Bambina bretone
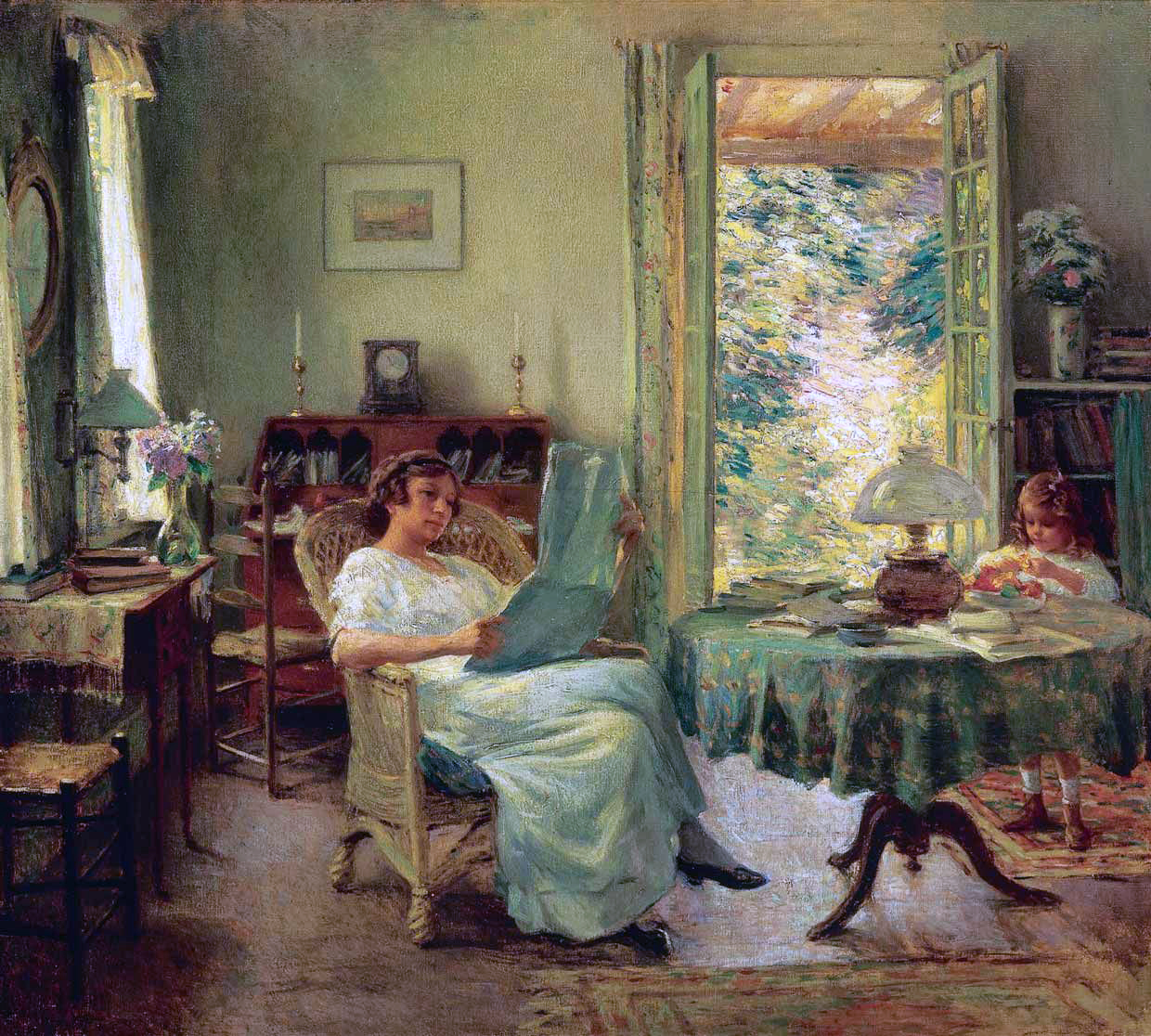
Estate a Headlyme
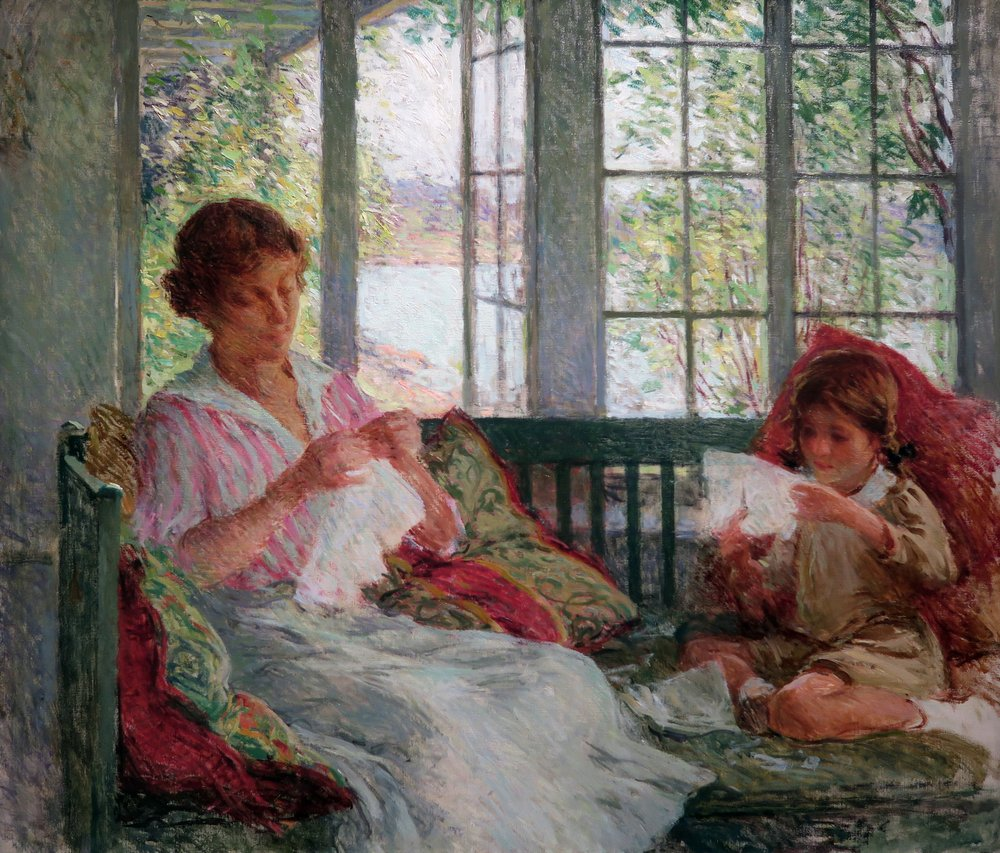
Mia moglie e mia figlia

## Altri progetti

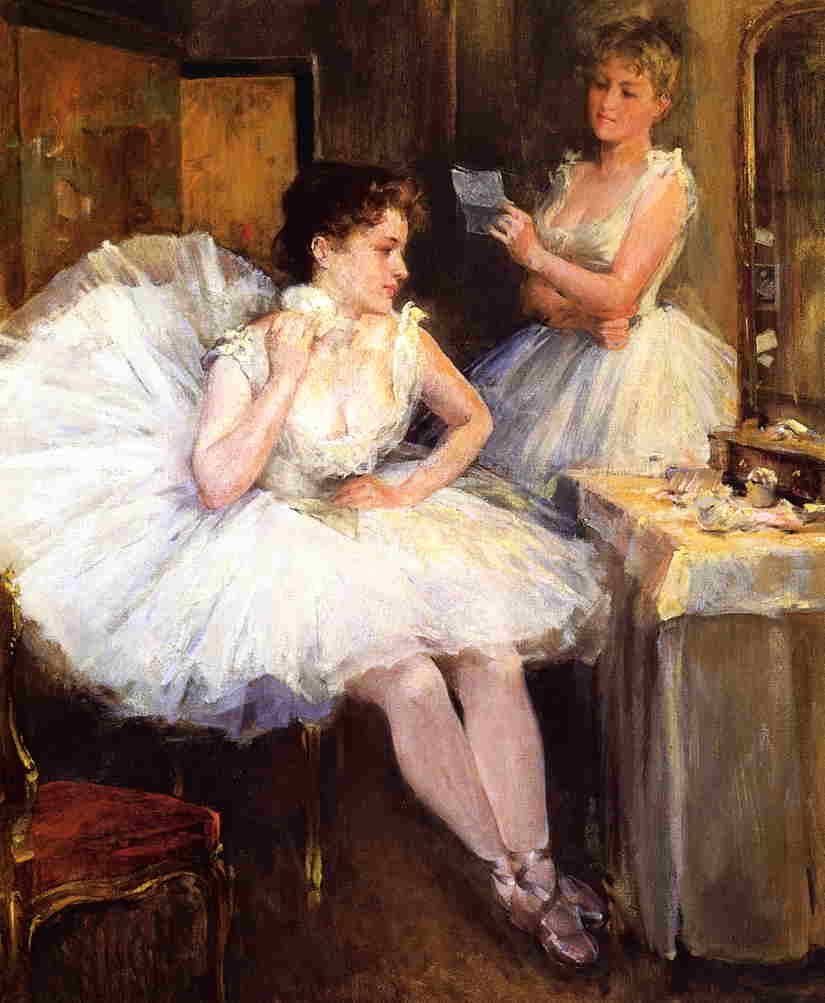
Ballerine nel camerino